# ГЕС Moore
ГЕС Moore — гідроелектростанція на межі штатів Вермонт та Нью-Гемпшир (Сполучені Штати Америки). Знаходячись між ГЕС Гілман (5 МВт, вище по течії) та ГЕС Комерфорд, входить до складу каскаду на річці Коннектикут, яка дренує східну сторону Аппалачів та впадає до протоки Лонг-Айленд.
У межах проекту річку перекрили комбінованою греблею висотою 54 метри та довжиною 890 метрів, яка включає бетонну гравітаційну частину та прилеглу до неї праворуч більш протяжну земляну ділянку. Гребля утримує витягнуте по долині річки на 18 км водосховище з площею поверхні 14,1 км2 та об'ємом 276 млн м3.
Через водоводи завдовжки по 0,1 км ресурс потрапляє до пригреблевого машинного залу, обладнаного чотирма турбінами типу Френсіс потужністю по 42 МВт (загальна номінальна потужність станції рахується як 140 МВт), котрі працюють при номінальному напорі у 46 метрів.